# 大同兵變
大同兵變是指明嘉靖年间在山西大同的一次兵变。
明代自从正德帝以来，兵士哗变不断。一直到明朝灭亡，兵变问题始终没有得到妥善的解决。而在大同、辽东等地，更是兵变多发地区。
嘉靖三年（1524年）八月，驻守山西大同的军队因为受不了府巡抚都御使张文锦的统治，引起了反抗。他们在夜间以举火为信号，杀了张文锦，后来又打开仓库，向城内发放粮食，冲进监狱，释放囚犯，占领了大同城。九月，朝廷派遣蔡天祐、桂勇等人前来平叛，二人以“谕抚”为名，设下鸿门宴，邀请郭鉴等人，结果，郭鉴等三十多人受骗被捕，最终杀害。九年后，曾当过山阴总兵的朱振，又组织王福胜等士兵首领在大同发动兵变，总兵李道自杀。明朝派总督刘源清与总兵郜永带兵前去平叛。明军在聚乐驻守，诱捕了朱振，朱振自杀。后来，明军又逮捕、杀害了王福胜等三十多人，最终才平息了这次兵变。